# Massif Atlantis
Le massif Atlantis est un massif de montagnes océaniques au milieu de l'océan Atlantique nord. Il s'élève de plus de 4 000 mètres au-dessus du plancher océanique.
On y trouve de hautes cheminées volcaniques blanches, notamment au sommet du point culminant baptisé Lost City ou la Cité perdue. Une équipe de chercheurs français y a découvert en 2018 la présence de tryptophane à haute température.